# Шнајдер CA1
Шнајдер CA-1 (фр. Char Schneider CA1) је био први француски тенк из периода Првог свјетског рата. Први прототип се појавио 1915. и представљен је француском предсједнику Рејмону Поенкареу 16. јуна. Као и тенк Сен Шамон, Шнајдер CA-1 је за основу имао пољопривредни трактор-гусјеничар Холт.
Возило улази у борбену употребу 1917. године приликом Нивелове офанзиве. Прва употреба (16. април 1917) је била катастрофална, јер је већина од 130 тенкова уништена од њемачке артиљерије. Њихови резервоари за бензин су били осјетљиви на поготке. Покретљивост је била слаба због тијела тенка које је било дуже од гусјеница и лако се забијало у блато по неравном терену.
Производња борбене верзије са топом је престала у мају 1917, и даље су произвођени у варијанти за снабдијевање трупа. На крају рата мање од 100 је у употреби, од 400 произведених.